# Blistrup (parochie)
Blistrup is een parochie van de Deense Volkskerk in de Deense gemeente Gribskov. De parochie maakt deel uit van het bisdom Helsingør en telt 4189 kerkleden op een bevolking van 4912 (2004). 
De parochie was tot 1970 deel van Holbo Herred. In dat jaar werd de parochie opgenomen in de nieuwe gemeente Græsted-Gilleleje. Deze ging in 2007 op in de fusiegemeente Gribskov.
Alsønderup · Annisse · Asminderød · Avedøre · Bagsværd · Ballerup · Birkerød · Bistrup · Blistrup · Blovstrød · Brøndby Strand · Brøndbyøster · Brøndbyvester · Buddinge · Christians · Draaby · Dyssegård · Egebæksvang · Engholm · Esbønderup · Farum · Ferslev · Fløng · Frederiksborg Slotssogn · Frederikssund · Frederiksværk · Gadevang Kirkedistrikt · Gammel Holte · Ganløse · Gentofte · Gerlev · Gilleleje · Gladsaxe · Glostrup · Gørløse · Græse · Græsted · Grøndalslund · Grønholt · Grønnevang · Gurre Kirkedistrikt · Haralds · Hareskov Kirkedistrikt · Hedehusene · Hellebæk · Hellerup · Helleruplund · Helsinge · Hendriksholm · Herlev · Herstedøster · Herstedvester · Hillerød · Høje Tåstrup · Hornbæk · Hørsholm · Humlebæk · Hvidovre · Ishøj · Islebjerg · Islev · Jægersborg · Jørlunde · Karlebo · Kokkedal · Kongens Lyngby · Kregme · Krogstrup · Kyndby · Ledøje · Lille Lyngby · Lillerød · Lindehøj · Lundtofte · Lynge · Maglegårds · Måløv · Mårum · Melby · Mørdrup · Mørkhøj · Nærum · Nødebo · Nørre Herlev · Ny Holte · Nygårds · Ølsted · Ølstykke · Oppe Sundby · Opstandelseskirkens · Ordrup · Pederstrup · Præstebro · Præstevang · Ramløse · Reerslev · Risbjerg · Rødovre · Rønnevang · Rungsted · Sankt Mariæ · Sankt Olai · Selsø · Sengeløse · Sigerslevvester · Skævinge · Skibby · Skoven Kirkedistrikt · Skovlunde · Skovshoved · Skuldelev · Slagslunde · Slangerup · Smørum · Snostrup · Søborg · Søborggård · Søborgmagle · Søllerød · Sorgenfri · Stengård · Stenløse · Sthens · Strandmarks · Strø · Taarbæk · Tåstrup Nykirke · Tibirke · Tikøb · Tjæreby · Torslunde · Torup · Uggeløse · Ullerød · Uvelse · Værløse · Valby · Vallensbæk · Vangede · Vedbæk · Vejby · Veksø · Vellerup · Vestervang · Villingerød · Vinderød · Virum